# Rubimeg

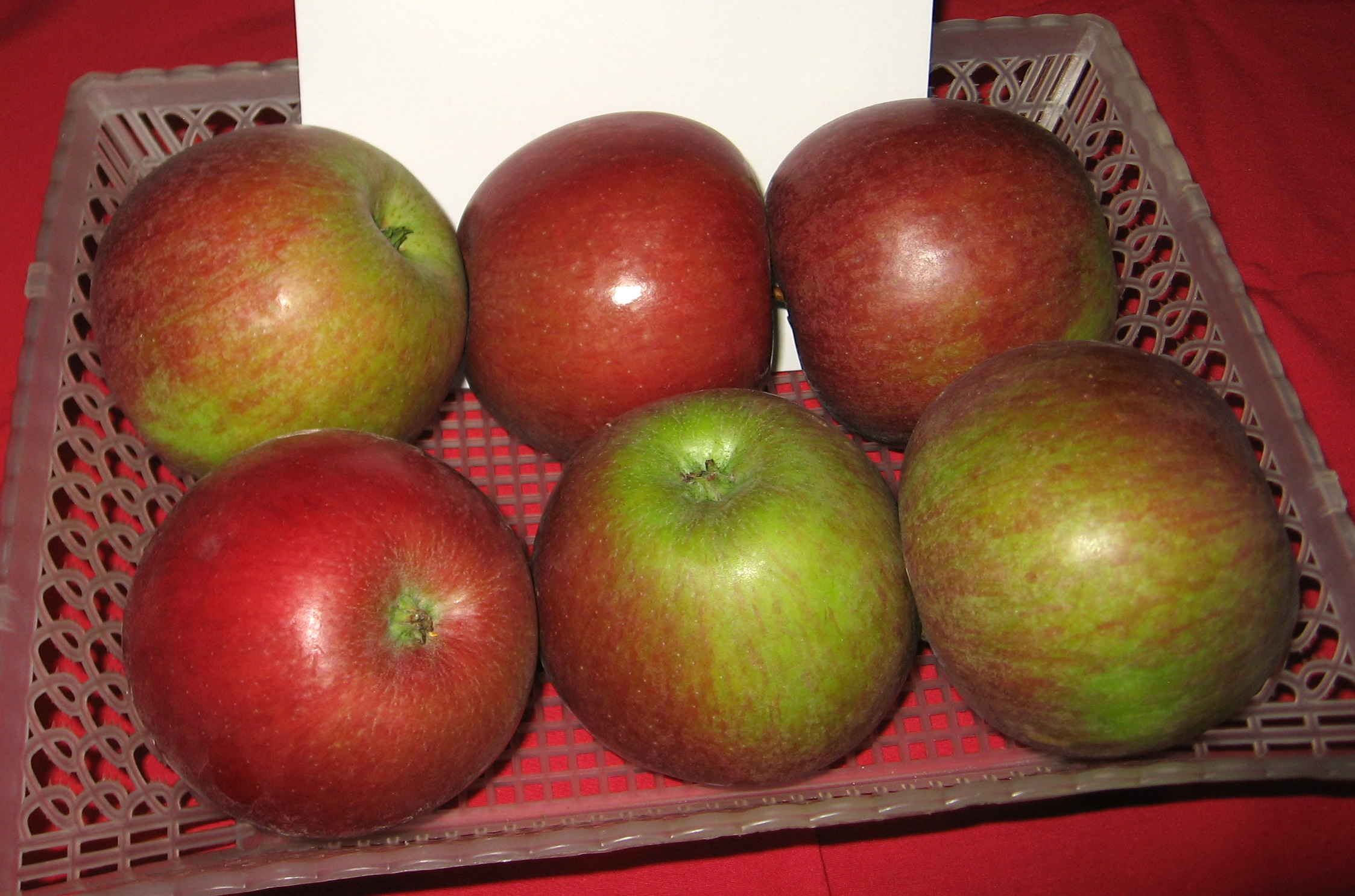
Rubimeg

Rubimeg (Malus domestica 'Rubimeg') je ovocný strom, kultivar druhu jabloň domácí z čeledi růžovitých. Plody jsou řazeny mezi odrůdy zimních jablek, sklízí se v říjnu, dozrává v listopadu, skladovatelné jsou do února. Odrůda je považována za středně odolnou vůči houbovým chorobám.

## Historie

### Původ
Byla vyšlechtěna v ČR. Odrůda vznikla zkřížením odrůd 'Rubín' a 'Megumi'. Odrůdu zaregistrovala firma Sempra Praha, a. s. v roce 2003.

## Vlastnosti

### Růst
Růst odrůdy je bujný, později střední. Koruna je spíše rozložitá. Pravidelný řez je vhodný, zejména letní řez. Plodonosný obrost na dlouhých i krátkých výhonech.

## Plodnost
Plodí středně brzy, průměrně ale pravidelně.

## Plod
Plod je kulovitý, velký až velmi velký. Slupka hladká, bledě zelené zbarvení je překryté červenou barvou s žíháním. Dužnina je krémová s nasládlou chutí.

## Choroby a škůdci
Odrůda je středně odolná proti strupovitosti jabloní a odolná k padlí. Podle jiných zdrojů je středně odolná k padlí.

## Použití
Je vhodná ke skladování a přímému konzumu. Odrůdu lze použít do všech poloh. Přestože je růst odrůdy bujný až střední, je doporučováno pěstování odrůdy na slabě a středně rostoucích podnožích ve tvarech jako zákrsky, čtvrtkmeny a vřetena. Na bujnějších podnožích je odrůda doporučována pro polokmeny a vysokokmeny.